# Маяківка
Маякі́вка (раніше також Остапівка) — село в Україні, у Оржицькій селищній громаді Лубенського району Полтавської області. Населення становить 358 осіб. До 2020 орган місцевого самоврядування — Оржицька селищна рада. До 17 липня 2020 року входило у склад нині ліквідованого Оржицького району.

## Географія
Село Маяківка знаходиться на лівому березі річки Оржиця, вище за течією на відстані 2 км розташоване село Золотухи, нижче за течією на відстані 5,5 км розташоване село Онішки, на протилежному березі — села Заріг та Теремецьке.

## Історія
Село Маяківка мало спочатку назву Остап'є, а пізніше Остапівка. Заснував його вільний козак Остап на лівому березі річки Оржиця. Перші будівлі з'явилися в північно-західній частині села, там було поставлено невелику дерев'яну церкву, яку називали капличка, а поряд із нею знаходилося кладовище, куди в останню путь час від часу рушали односельці, виснажені життям, хворобою чи тяжкою працею.
Село росло, збільшувалося не тільки населення, а і його господарство. Жили там українці — козаки, поміщики, кріпаки. На той час вирощували зернові та городні культури, на болотах і луках збирали сіно.
Пізніше в селі побудовано церкву на рівному місці, у центрі села, біля озера. Коло церкви посадили дерева: берести, клени, ясени, липи, а все подвір'я обкопали ровом.
Неподалік від церкви побудовано приміщення, у якому жив піп, і відкрито церковно-парафіяльну школу. В тій школі навчалися діти багатшого населення, а бідняки привчали своїх до роботи: теслярувати, бондарювати, шити взуття і одяг. Дітям бідних дозволено навчатися в церковні школі десь на початку сімдесятих років XIX століття. Навчали в школі піп та дяк, освіта була трирічна.
1914 року на земські кошти в селі збудовано цегляний будинок, у якому відкрито сільську початкову школу, де було 4 класи, а далі діти могли навчатися в Чутівці чи в Оржиці.
У 1926—1927 роках у селі було утворено машино-тракторне товариство, на кошти трудівників було закуплено трактор марки «Фордзон», молотарку, нафтовий двигун та постамент до механічного млина.
Колгосп в Остапівці засновано 1928 року, і назвали його «Незаможник», членами його були бідняки. Заснував його член партії Д. Х. Гуща, котрий був до того народним суддею Оржицького району. Ввійшло до колгоспу всього 18 сімей.
Тридцятого року головою колгоспу був комуніст двадцятип'ятитисячник із Харкова Царенко. За домовленістю із вищими партійними і радянськими органами він придбав для колгоспу нафтовий двигунець і токарний верстат. Сам їх встановив і пустив у дію. Через рік він повернувся в Харків на завод. Пізніше, коли в Оржиці організували МТС, трактор «Фордзон» і токарний верстат було передано туди. З невеликою різницею в часі в Остапівці заснували ще один колгосп «Перемога» і на хуторах — колгосп імені Шевченка.
Трохи згодом «Незаможник» і «Перемога» з'єдналися в один колгосп, який назвали «Більшовиком», а головою став Д. Х. Гуща. Після керував ним І. З. Маслак та П. М. Іченський, котрого запам'ятали як чуйну людину, доброго господаря.
Жахливим випробуванням для села був голодомор 1933 року. Гинули дорослі й діти, вимирали цілими сім'ями. Так само зловісно позначився на долі Остапівки тридцять восьмий — рік репресій. Він продовжив моторошну історію перших літ колективізації, коли розкуркулювали, арештовували і вивозили в безвість навіть малолітків. Але життя тривало, і працелюбна Остапівка сіяла і жала…
Визначною подією в житті колгоспу було придбання першої машини-півторатонки. Коли Іченського перевели в Овсюки, головували О. І. Матвієнко, Н. Т. Бутурлим. Трудова дисципліна похитувалась, колгосп став занепадати.
У 1939 колгосп очолив Денис Мусійович Степаненко, котрий боровся з ледарством і бракоробством, впроваджував передові методи господарювання. Значно підвищився рівень життя людей, було придбано чимало реманенту. В господарстві був свій цегельний завод, котрий виготовляв до трьохсот тисяч цеглин щорічно, з неї двісті тисяч випалювалося. Було побудовано цегляний свинарник, розпочато спорудження зерносховища, зведено зимівник для бджоло родин.
Згідно з постановою Раднаркому у вересні 1939 року колгосп імені Шевченка, що був розташований в хуторах, приєднано до «Більшовика». Однак під кінець року за недонесення коштів на капіталовкладення в Державний банк голову Д. М. Степаненка та бухгалтера П. С. Дітняка було зміщено з посад та притягнуто до кримінальної відповідальності. На звітних зборах головою обрано Павла Наумовича Мороза, який працював завідувачем господарства.
«Більшовик» мав тоді 4 рільничі бригади, а в кожній до ста працездатних членів колгоспу.
У передвоєнний період у колгоспі налічувалось 40 корів, понад 1000 голів молодняку ВРХ. Від кожної корови надоювали за рік понад 3000 кілограмів. Було також до 300 голів овець, вівчар Андрій Юхимович Стрельченко був учасником Виставки досягнень народного господарства і нагороджений срібною медаллю.
Мирну працю трудівників перервала Німецько-радянська війна. Понад сто чоловік із селища пішло на війну. 23 вересня сорок першого року Остапівку окупували нацисти…
Свиноголів'я, яке було в колгоспі, залишилось на території Харківської області, куди відправлена в евакуацію, а решта забрана нацистськими військами. ВРХ часткова залишилась на дорогах евакуації Полтавщини, а решту розібрали німецькі військові частини та їхні прихвосні. Птицю, бджолосім'ї, більшу частину овець також забрали німці. Під час окупації в селі залишилось 5 пар волів, 80 коней, яких роздали селянам і якими обробляли потім землю в громадському дворі № 52. Управителем був Сидір Юхимович Хоменко, до людей ставився добре. Старостою і писарем — Іван Зиновійович та Михайло Григорович Охріменки. Вони знущалися з людей, багатьох односельців били, погрожували розстрілами, видавали німцям комуністів, комсомольців.
Було вигнано до Німеччини 60 осіб, з яких там і загинули Іван Сидорович Верпета, Василь Олексійович, Даниленко, Петро Андрійович Стрельченко, Афанасій Іванович Жила. З вини старости і писаря загинули Яків Христофорович Черненко, Клим Стефанович Лозицький, Лазор Григорович Костенко.
Прислужниками нацистів були 14 чоловік.
23 вересня 1943 року наші війська звільнили Остапівку від німецької окупації. Під час мітингу головою сільської Ради обрано Івана Михайловича Норку, а головою колгоспу Павла Наумовича Мороза. В колгоспі на той час було 50 коней, 40 волів та кілька десятків овець.
З цього періоду розпочалася відбудова колгоспного виробництва. На полях скосили, згромадили в копи снопи озимих і ярих культур, потім їх звезли та склали в скирти, восени і взимку обмолотили, здали зерно на державні хлібоприймальні пункти. Було посіяно понад 600 гектарів озимини, яка добре перезимувала.
Наступного 1944 року вирощено близько 30 центнерів з гектара озимини. 1945 був посушливий, неврожайний.
Закінчилася Німецько-радянська війна, почали повертатися в село фронтовики. До рідних домівок прийшли лише 50, а 90 — не повернулися. Але й з тих п'ятдесяти більше десятка — інваліди. Голова колгоспу П. Н. Мороз тяжко захворів, і господарський рік закінчував рільник Євдоким Григорович Зленко.
У 1946 році на звітних зборах обрано головою колгоспу Йосипа Івановича Біленка, рік був посушливий, колгосп занепадав до рівня відстаючих, і в тяжкому сорок сьомому головою став Іван Васильович Зеленський. Продуктів для харчування колгоспників не вистачало, однак працювали злагоджено на полях і фермах, планові завдання по виробництву і продажу продукції державі виконали.
Впродовж 1948—1958 років головами колгоспу працювали Михайло Євдокимович Зленко, Володимир Якович Шамота, Олександр Олександрович Мизюра, Федір Іллі Петренко, Григорі Дмитрович Клименко, Іван Мифодійович Бурий. А в 1959 колгосп «Більшовик» приєднано до колгоспу імені Шевченка Оржицької сільської Ради. В об'єднаному господарстві головою був Василь Миколайович Тригуб. Колишній «Більшовик» таким чином став третьою комплексною бригадою, а І. М. Бурий — бригадиром.
З початку 60-х років село стало оновлюватися, колгоспники будують добротні будинки з каменя, черепашнику та цегли, а дахи — із бляхи та шиферу.
За рішенням Лубенського виробничого управління в липні 1962 року бригаду № 3 відокремлено від колгоспу імені Шевченка і приєднано до Оржицького міжколгоспного відгодівельного пункту.
Сама ж назва села — Остапівка, існувала до 1963 року, а тому що в Лубенському районі було ще одне село з такою ж назвою, то для зручності наше перейменували в Маяківку.
У 1964 році відгодівельний пункт у Маяківці реорганізовано в колгосп, якому дано назву «8 Березня», а рівно через 10 років він виявився найменшим у районі, а тому на зборах колгоспників 21 березня 1975 року колгосп «8 Березня» приєднано до радгоспу «Оржицький», утворено відділок № 3.
У 1923-1961, 1965-2020 роках село входило до складу Оржицького району. 
12 червня 2020 року, відповідно до розпорядження Кабінету Міністрів України № 721-р «Про визначення адміністративних центрів та затвердження територій територіальних громад Полтавської області», село увійшло до складу Оржицької селищної громади.
19 липня 2020 року, в результаті адміністративно - територіальної реформи та ліквідації  Оржицького району, село увійшло до складу новоутвореного Полтавського району.

## Політика

### Парламентські вибори, 2019
На позачергових парламентських виборах 2019 року у селі функціонувала окрема виборча дільниця № 530656, розташована у приміщенні клубу.
Результати
- зареєстровано 222 виборці, явка 80,63%, найбільше голосів віддано за «Слугу народу» — 45,20%, за Всеукраїнське об'єднання «Батьківщина» і Радикальну партію Олега Ляшка — по 12,99%.[3] В одномандатному окрузі найбільше голосів отримала Анастасія Ляшенко (Слуга народу) — 28,25%, за Олексія Баганця (Всеукраїнське об'єднання «Батьківщина») — 18,08%, за Костянтина Іщейкіна (самовисування) — 12,99%[4].

## Економіка
- Молочно-товарна ферма.
- ТОВ «Маяківка».

## Об'єкти соціальної сфери
- Етнографічний колектив села Маяківка.
- Клуб.

## Пам'ятки
- Меморіальний комплекс[d] (братська могила воїнів і пам'ятний знак полеглим воїнам-односельчанам);

## Також
- Перелік населених пунктів, що постраждали від Голодомору 1932—1933 (Полтавська область)